# Mesembriomys macrurus
Mesembriomys macrurus es una especie de roedor de la familia Muridae.

## Distribución geográfica
Se encuentra sólo en Australia.